# Karl Ripfel
Karl Ripfel   (Mannheim, 1799 - Frankfurt del Main, 8 de març de 1876) fou un violoncel·lista i compositor alemany.
Va ser durant quaranta cinc anys violoncel·lista de l'Orquestra de Frankfurt. Era un seguidor de Bernhard Romberg i la seva tècnica, i per la seva part Romberg considerava Ripfel com un excepcional instrumentista, posseïdor d'un mecanisme únic.
Les composicions de Karl Ripfel tenen una vàlua real.